# 日本かつお・まぐろ漁業協同組合
日本かつお・まぐろ漁業協同組合（にほんかつお・まぐろぎょぎょうきょうどうくみあい、英称：Japan Tuna Fisheries Co-operative Association）は、全国の遠洋かつお・まぐろ漁業者により構成された、全国規模で活動している漁業協同組合。国際競争力確保対策、かつお・まぐろ資源の維持・回復、乗組員対策を行っている。子会社の日本かつお・まぐろ漁業協同株式会社についても記述する。

## 沿革
- 1950年（昭和25年）6月15日：日本鰹鮪漁業協同組合連合会を設立（日かつ連）
- 2006年（平成18年）4月1日：日本かつお・まぐろ漁業協同株式会社、日本かつお・まぐろ漁業協同組合事業開始

## 組織
| 日本かつお・まぐろ漁業協同組合 | 日本かつお・まぐろ漁業協同組合 | 日本かつお・まぐろ漁業協同組合 | 日本かつお・まぐろ漁業協同組合 | 日本かつお・まぐろ漁業協同組合                                                         |
| ------------------------------ | ------------------------------ | ------------------------------ | ------------------------------ | -------------------------------------------------------------------------------------- |
| 代表理事組合長                 | 常務理事                       | 指導部                         | 漁政・労政                     | 制度・政策、生産・経営対策、労務対策等                                                 |
| 代表理事組合長                 | 常務理事                       | 指導部                         | 経営安定対策                   | 燃油対策、収入安定対策等                                                               |
| 代表理事組合長                 | 常務理事                       | 指導部                         | かつお漁業                     | 制度・政策、生産・経営対策、労務対策、資源管理対策等                                   |
| 代表理事組合長                 | 常務理事                       | 指導部                         | もうかる漁業等推進室           | もうかる漁業創設支援事業、がんばる漁業復興支援事業                                     |
| 代表理事組合長                 | 常務理事                       | 国際部                         | 中西部太平洋                   | WCPFC、FFA、二国間協定並びにオブザーバー配乗等                                         |
| 代表理事組合長                 | 常務理事                       | 国際部                         | 東部太平洋他                   | IATTC、二国間協定並びにオブザーバー配乗等                                              |
| 代表理事組合長                 | 常務理事                       | 国際部                         | インド洋・ミナミマグロ         | CCSBT、IOTC、二国間協定、用船入漁（南アフリカ、モザンビーク） 並びにオブザーバー配乗等 |
| 代表理事組合長                 | 常務理事                       | 国際部                         | 大西洋・クロマグロ             | ICCAT、二国間協定、用船入漁並びにオブザーバー配乗等                                    |

## 日本かつお・まぐろ漁業協同株式会社
日本かつお・まぐろ漁業協同株式会社（にほんかつお・まぐろぎょぎょうきょうどうかぶしきがいしゃ、英称：Japan Tuna Fisheries Corporation）は、日本かつお・まぐろ漁業協同組合に所属している漁船を対象に遠洋かつお・まぐろ漁船が、世界中で効率的かつ安定的に漁ができるように、補給（洋上にて燃油の補給）・販売事業、超低温冷蔵倉庫の運営管理を実施している。

## 沿革
- 2006年（平成18年）4月1日：日本かつお・まぐろ漁業協同株式会社、事業開始

## 組織
| 日本かつお・まぐろ漁業協同株式会社 | 日本かつお・まぐろ漁業協同株式会社 | 日本かつお・まぐろ漁業協同株式会社 | 日本かつお・まぐろ漁業協同株式会社 | 日本かつお・まぐろ漁業協同株式会社                 |
| ---------------------------------- | ---------------------------------- | ---------------------------------- | ---------------------------------- | -------------------------------------------------- |
| 代表取締役社長                     | 代表取締役専務                     | 総務企画部                         | 総務                               | 総務、庶務、人事                                   |
| 代表取締役社長                     | 代表取締役専務                     | 総務企画部                         | システム                           | 業務改善、経営効率化、システム管理                 |
| 代表取締役社長                     | 代表取締役専務                     | 総務企画部                         | 財務                               | 経理、資金                                         |
| 代表取締役社長                     | 代表取締役専務                     | 総務企画部                         | 経営企画・リスク管理               | 総合企画、リスク管理                               |
| 代表取締役社長                     | 代表取締役専務                     | 補給部                             | バンカリング外地補給               | 国内・外地燃油供給、洋上補給、外地入港、外地代理店 |
| 代表取締役社長                     | 代表取締役専務                     | 補給部                             | 補給管理                           | 補給経理                                           |
| 代表取締役社長                     | 代表取締役専務                     | 補給部                             | トレーディング                     | 飼料・雑魚、まぐろ輸出                             |
| 代表取締役社長                     | 代表取締役専務                     | 補給部                             | 保守管理                           | 漁船修繕                                           |
| 代表取締役社長                     | 代表取締役専務                     | 補給部                             | マンニング                         | 船員配乗                                           |
| 代表取締役社長                     | 代表取締役専務                     | 補給部                             | 焼津営業所                         | 燃油、飼料、保守、マンニング                       |
| 代表取締役社長                     | 代表取締役専務                     | 販売部                             | 販売管理                           | 販売経理、事業管理                                 |
| 代表取締役社長                     | 代表取締役専務                     | 販売部                             | 直販                               | 原魚・製品販売                                     |
| 代表取締役社長                     | 代表取締役専務                     | 販売部                             | 清水営業所                         | まぐろ類系統共販                                   |
| 代表取締役社長                     | 代表取締役専務                     | 販売部                             | 焼津冷蔵庫                         | 冷蔵庫運営、加工特約                               |

## 営業所・倉庫
- 清水営業所：静岡県静岡市清水区島崎町173番4号 松城ビル4階
- 焼津営業所：静岡県焼津市中港2丁目4番23号
- 焼津冷蔵庫：静岡県焼津市中港6丁目2番1号

## グループ会社
- 日本鰹鮪魚市場株式会社

神奈川県三浦市三崎5丁目245番地７
- 株式会社清水SMC

静岡県静岡市清水区島崎町173番4号 松城ビル4階
- Japanese Ships Suppliers(Proprietary)Ltd.

南アフリカ ケープタウン市
- Kiribati Fisherman Services Co., Ltd.

キリバス共和国　タラワ市